# مونروویل (آلاباما)
مونروویل (به انگلیسی: Monroeville) شهری در شهرستان مونرو ایالت آلاباما است که مساحت آن ۳۴٫۶۵ کیلومتر مربع است و در سرشماری سال ۲۰۱۰ میلادی، ۶٬۵۱۹ نفر جمعیت داشته و تراکم جمعیتی آن، ۱۸۸٫۱۴ نفر در هر کیلومتر مربع بوده است.